# شگفت‌بی‌کاواک‌ریختان
شگفت‌بی‌کاواک‌ریختان (نام علمی: Xenacoelomorpha) نام یک شاخه از فرمانرو جانوران است.